# Dragan Ilic (Jockey)
Dragan Ilic (* 24. Juni 1955 in Zvezda, Jugoslawien) ist ein ehemaliger Jockey im internationalen und deutschen Galopprennsport.

## Leben
Seine Lehre begann Ilic bei einem jugoslawischen Staatsgestüt, beendete diese allerdings bei Emmerich Schweigert in Wien. Seine Rennlaufbahn begann im Jahr 1972. In seiner frühen Jockey-Karriere gewann er vier Mal das österreichische Jockey-Championat. 1977 kam er in die Bundesrepublik Deutschland. 1978 wurde Ilic Jockey-Europameister, die Siegerehrung fand im Hippodrome de Saint-Clout bei Paris statt. Seinen ersten von insgesamt neun Ritten im Deutschen Derby absolvierte Ilic am 5. Juli 1981, wo er mit dem krassen Außenseiter Zasius an den Start kam und den vorletzten Platz belegte. In dieser Zeit holte ihn Oskar Langner  auf die Galopprennbahn Gelsenkirchen-Horst. Dem folgend hatte er Anstellungen bei Otto Gervai und Klaus Heinke. Seine größten Erfolge feierte Ilic als Jockey von Peter Lautner. Unter ihm gelang Ilic am 5. Juli 1987 seine beste Platzierung im Deutschen Derby, als er mit Stall Steigenbergers Winwood zunächst als drittes Pferd hinter Lebos und Kondor über die Ziellinie kam. Doch ein durch die Rennleitung eingeleitetes Protestverfahren gegen Kondor wegen Behinderung des Nachfolgenden setzte Ilic mit Winwood auf den 2. Platz. Am 2. Juli 1989 sollte Ilic mit Argentano ins Deutsche Derby gehen, wurde allerdings am Start vergessen und nahm nicht am Rennen teil. 1994 errang Ilic seinen 1000. Sieg. Nur kurze Zeit später beendete er seine Karriere als Jockey mit 1006 Siegen und wechselte ins Trainerlager.
Als Trainer war Dragan Ilic zunächst auf der Galopprennbahn Gelsenkirchen-Horst tätig. Mit Niedergang der Rennbahn in Gelsenkirchen wechselte er den Standort zum Rennplatz Iffezheim bei Baden-Baden. Als Trainer sattelte Ilic 151 Sieger. 2013 beantragte er im Alter von 58 Jahren erneut eine Reitlizenz und stieg im Folgejahr nochmals für 15 Ritte in den Rennsattel. Hierzu hatte er 18 Kilogramm abnehmen müssen, um mit 56 kg an den Start gehen zu können. Ilic konnte seine Gesamtanzahl an Siegen auf 1.008 steigern. 2015 beendete Dragan Ilic seine Trainerkarriere.

## Nachweise
1. 1 2 3 4  Dragan Ilic. Turf-Times, abgerufen am 21. November 2021.
2. 1 2 3 4  Traute und Peter König: Jockeys auf deutschen Bahnen. Hrsg.: Traute König. Frontscher Druck, Darmstadt 1997, S. 203.
3. ↑  Direktorium für Vollblutzucht und Rennen (Hrsg.): Jahres-Rennkalender 1981. Selbstverlag, Köln 1982, S. 459.
4. ↑  Direktorium für Vollblutzucht und Rennen (Hrsg.): Jahres-Rennkalender 1987. Selbstverlag, Köln 1988, S. 463.
5. ↑  Deutsches Derby 1987 - Lebos. In: Youtube. Abgerufen am 21. November 2021.
6. ↑  Direktorium für Vollblutzucht und Rennen (Hrsg.): Jahres Rennkalender 1989. Selbstverlag, Köln 1990, S. 513 ff.
7. ↑  Deutsches Derby - Mondrian. In: Youtube. Abgerufen am 21. November 2021.
8. ↑  Jockey-Legende Dragan Ilic siegt mit 59 Jahren. Westdeutsche Zeitung, 16. Juli 2014, abgerufen am 21. November 2021.

| Personendaten    | Personendaten         |
| ---------------- | --------------------- |
| NAME             | Ilic, Dragan          |
| KURZBESCHREIBUNG | jugoslawischer Jockey |
| GEBURTSDATUM     | 24. Juni 1955         |
| GEBURTSORT       | Zvezda, Jugoslawien   |